# Leucauge magnifica
Leucauge magnifica là một loài nhện trong họ Tetragnathidae.
Loài này thuộc chi Leucauge. Leucauge magnifica được miêu tả năm 1954 bởi Yaginuma.

## Hình ảnh

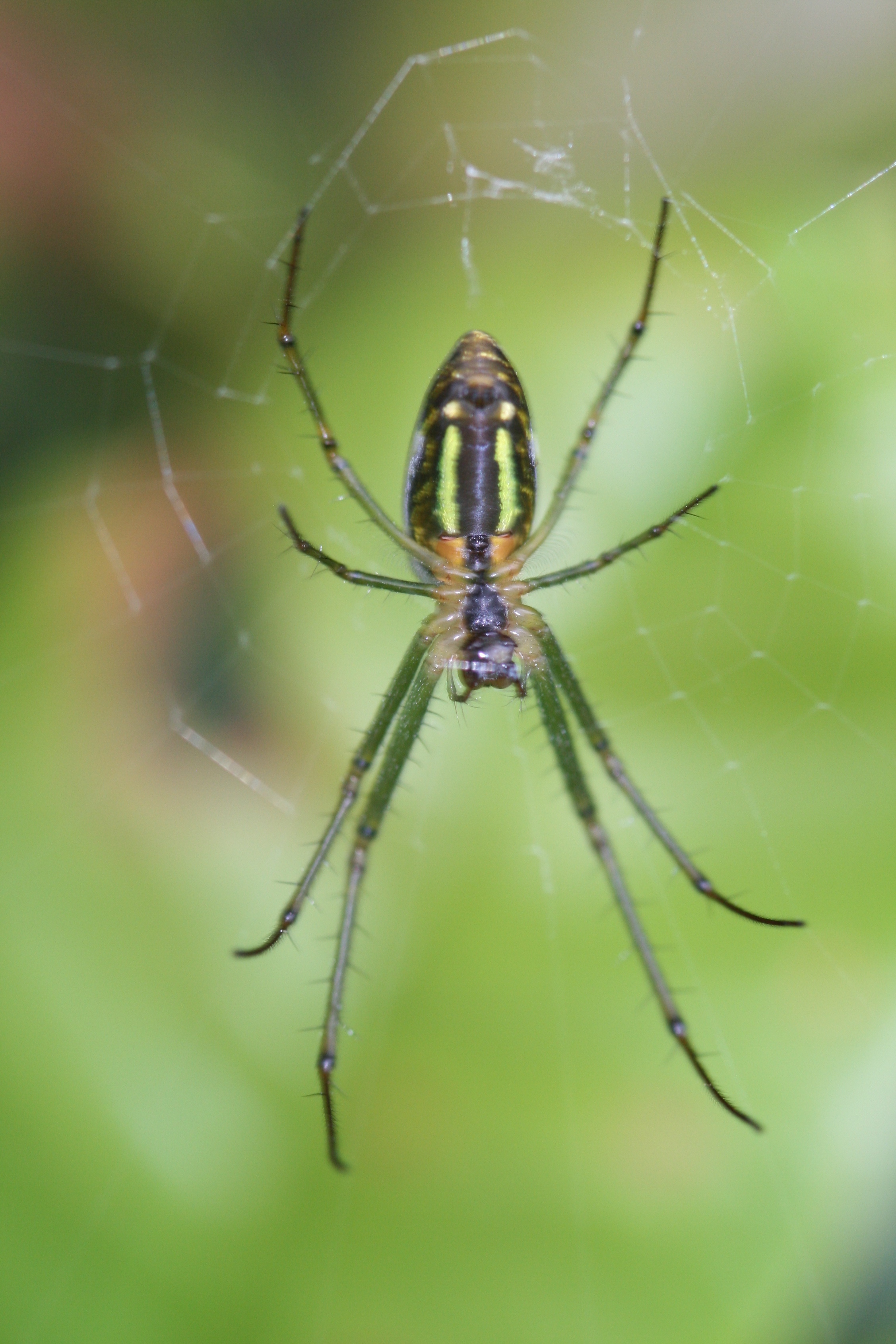
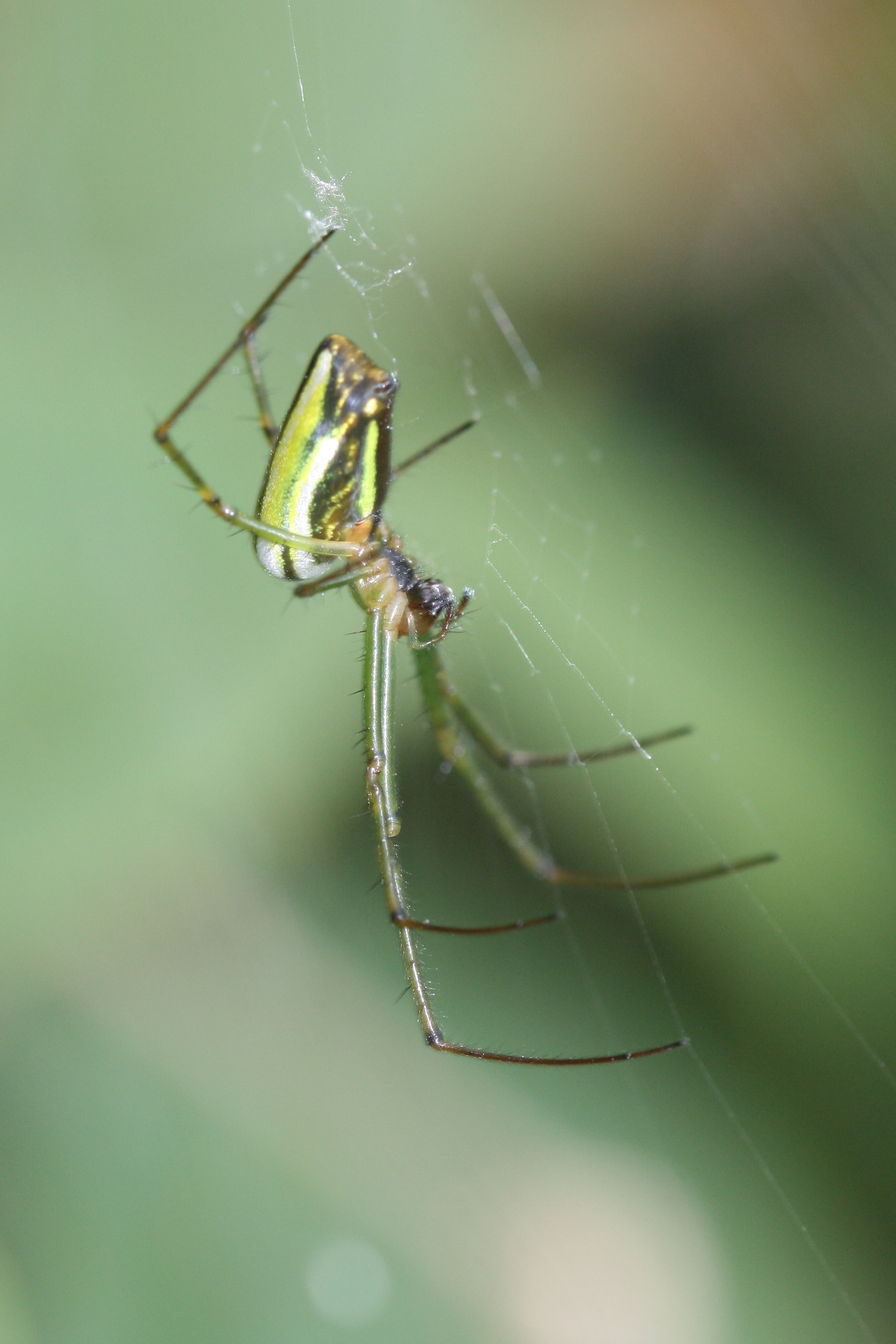
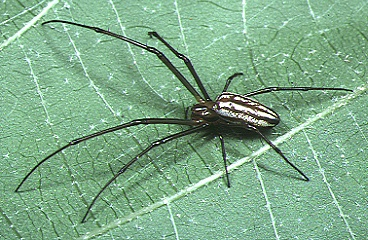
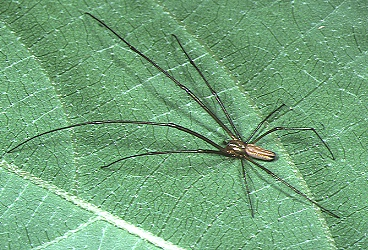